# Sima Qian
Sima Qian (tradicionalni kineski 司馬遷, pojednostavljeni kineski 司马迁, pinyin Sīmǎ Qiān, Wade-Giles Ssŭma Ch'ien; o. 145. pr. Kr. — 90. pr. Kr.) je kineski pisac koji se smatra ocem kineske historiografije. Radio je kao prefekt Carskih pisara pod vladavinom cara Wua od Hana. Uškopljen je nakon što se zamjerio caru. U zatvoru je dovršio Shiji (Opća povijest), knjigu u kojoj je opisao sve najvažnije događaje u Kini od vremena legendarnoga Žutog Cara do Wua od Hana. Ta je knjiga sa svojim stilom i pristupom materiji utjecala na historiografiju ne samo u Kini, nego i u drugim zemljama Istočne Azije.
To vrlo opsežno povijesno djelo napisano je pripovjedačkim stilom vrlo sistematično i čitko te kronološkim slijedom. U njemu su, uz brojne povijesne događaje, također dani prikazi različitih dvorskih intriga i dogodovština vezanih uz tadašnje političke ličnosti i njihovu karijeru. Shiji se sastoji od pet tematskih dijelova. To su:
- carski anali i važnija povijesna zbivanja iz raznih dinastijskih

razdoblja
- kronologija i genealogija
- povijesni zapisi iz teorije obreda, glazbe astronomije i trgovine
- monografije uglednih kineskih obitelji
- sedamdeset kraćih monografija značajnijih povijesnih ličnosti.

Qianov Shiji također oslikava načela društvene etike onoga vremena. Sima Qian je nedvojbeno nenadmašiv pisac i povjesničar – otac kineske historiografije – koji je bio i ostao sve do danas nedostižan uzor i nedodirljiv autoritet za brojne naraštaje kineskih povjesničara i pripovjedača.